# Głąb
Głąb – osada w Polsce położona w województwie zachodniopomorskim, w powiecie kołobrzeskim, w gminie Kołobrzeg. Miejscowość wchodzi w skład sołectwa Drzonowo.